# Tom Cairney
Thomas Cairney (* 20. ledna 1991 Nottingham) je skotský profesionální fotbalista, který hraje na pozici středního záložníka za anglický klub Fulham FC, kde plní roli kapitána. Mezi lety 2017 a 2018 odehrál také 2 utkání v dresu skotské reprezentace.

## Klubová kariéra
Cairney byl v 16 letech propuštěn z mládežnického týmu Leedsu United, protože mu bylo řečeno, že je příliš malý. V klubu působil od svých sedmi let. Cairneymu dal šanci Hull City, se kterým v červnu 2009 podepsal dvouletou smlouvu. V A-týmu debutoval 25. srpna 2009 v ligovém poháru proti Southendu United. V Premier League debutoval 30. ledna 2010 při remíze 2:2 proti Wolverhamptonu Wanderers. Po sestupu Hullu se Cairney v sezóně 2010/11 stal stabilním členem základní sestavy v EFL Championship. V dresu Hullu City odehrál během 4 sezón 80 soutěžních utkání, v nichž vstřelil 5 branek a připsal si i 11 asistencí.
V létě 2013 odešel na hostování s opcí do jiného druholigového týmu, a to do Blackburnu Rovers. V klubu debutoval 5. srpna při remíze 1:1 proti Derby County. Brzy po příchodu do Blackburnu se Cairney prosadil do A-týmu a rychle se stal součástí základní sestavy. Po úspěšné první polovině sezony přestoupil 2. ledna 2014 do Blackburnu natrvalo. Cairney završil svou úspěšnou sezónu, když ho fanoušci zvolili hráčem roku 2013/14. Cairney v následující sezóně skóroval třikrát v celkem 45 utkáních a klub v létě 2015 nadobro opustil.
V červnu 2015 přestoupil Cairney z Blackburnu do Fulhamu, který zaplatil 4,2 milionu eur. Smlouva mezi oběma stranami byla podepsána do roku 2020. Cairney debutoval ve Fulhamu 10. srpna, když nastoupil a odehrál celé utkání s Cardiffem City. Ve Fulhamu se rychle prosadil do základní sestavy a jeho výkony v únoru mu vynesly ocenění pro nejlepšího hráče měsíce Championship.
Na začátku sezóny 2016/17 byl Cairney kapitánem Fulhamu v úvodním zápase sezóny proti Newcastlu United, když zaskočil za zraněného Scotta Parkera. Cairney, který byl po většinu sezóny kapitánem mužstva, byl vyhlášen nejlepším klubovým hráčem sezóny a Fulhamu jen těsně unikl postup do Premier League.
Před sezónou 2017/18 podepsal Cairney s klubem roční prodloužení smlouvy do roku 2021 a byl oficiálně jmenován novým kapitánem mužstva. 26. května 2018 vstřelil na stadionu ve Wembley jediný gól utkání proti Aston Ville ve finále play-off, které rozhodlo o postupu Fulhamu do Premier League.
V květnu 2019 podepsal Cairney s Fulhamem novou dlouhodobou smlouvu.
Dne 27. srpna 2022 Carney nastoupil do utkání proti Arsenalu, šlo o jeho 250. utkání v dresu Fulhamu, a stal se tak druhým hráčem tehdejšího mužstva po Timu Reamovi, který tohoto milníku dosáhl.

## Reprezentační kariéra
Cairney se narodil a vyrostl v Nottinghamu v hrabství Nottinghamshire skotskému otci. Cairney si v březnu 2017 vysloužil první pozvánku do skotské reprezentace. Svůj reprezentační debut si odbyl 22. března 2017 v přátelském utkání s Kanadou (remíza 1:1).